# Caradra (Fócide)

Mapa de la zona de Grecia central donde se ubican algunas de las principales ciudades de la antigua Fócida. Caradra estaba situada al noroeste.

Caradra (en griego, Χαράδρα) es el nombre de una antigua ciudad griega de Fócide. 
Durante las guerras médicas fue uno de los lugares destruidos por las tropas persas de Jerjes I, en el año 480 a. C.
Pausanias la ubica a veinte estadios de Lilea. El mismo autor atribuye su nombre al río Caradro, un afluente del Cefiso que pasaba a tres estadios de Caradra. Sitúa en el ágora de la ciudad unos altares de héroes, que algunos pensaban que eran de los Dioscuros y otros pensaban que eran de héroes locales.
Fue reconstruida tras la Guerra Focidia y se localiza cerca de la población actual de Mariolates donde se han hallado algunos restos de sus puertas y muros.